# Vertragsoman
Als Vertragsoman (englisch Trucial States oder Trucial Oman, amtlich Trucial States of the Coast of Oman, von englisch truce ‚Waffenruhe‘) wurden die Staaten an der südlichen Küste des Persischen Golfes im 19. und 20. Jahrhundert bezeichnet. Diese Bezeichnung für die Staaten der ehemaligen Waffenstillstandsküste bezieht sich auf die Abkommen mit den Briten 1835 beziehungsweise 1853. Im Deutschen waren die Staaten auch als Seeräuberküste oder Piratenküste bekannt (seltener auch als Vertragsküste, Vertragsstaaten, Waffenstillstandsküste oder Befriedetes Oman).
Diese Staaten wurden fortan als Protektorat von Großbritannien geführt. Die sieben Vertragsstaaten bilden heute die Teilstaaten der Vereinigten Arabischen Emirate (VAE).

## Geschichte
Die südliche Küste des Persischen Golfs war als Piratenküste bekannt geworden, weil dort ansässige Piraten die Handelsschifffahrt zwischen dem Nahen Osten und Ostasien bedrohten, obwohl europäische wie arabische Boote ab dem 17. Jahrhundert im Seegebiet regelmäßig patrouillierten.
Zu Beginn des 19. Jahrhunderts wurde von den Briten eine enge Beziehung zu den Scheichtümern an der Golfküste, insbesondere zum Sultan von Oman (Said ibn Sultan) gepflegt, da dieser den Zugang zur Straße von Hormus kontrollierte, welche eine sehr wichtige Bedeutung für die britischen Handelsrouten nach Indien darstellte. Um den Indienhandel vor arabischer Konkurrenz ebenso wie vor anhaltender Piraterie zu bewahren, zerstörten britische Kriegsschiffe 1819 deren Stützpunkt in Ra’s al-Chaima und andere Häfen entlang der Südküste. Im folgenden Jahr wurde ein allgemeiner Friedensvertrag geschlossen, dem die an der Küste ansässigen Hauptscheichs beitraten. Bis 1835 kam es noch periodisch zu Piratenangriffen, dann verpflichteten sich die Scheichs, sich nicht mehr an Feindseligkeiten auf See zu beteiligen.
1853 unterzeichneten sie den Vertrag mit dem Vereinigten Königreich, in dem die sogenannten „Vertragsscheichtümer“  dem ‚ewigen Seefrieden‘ (Perpetual Maritime Truce oder einfach Perpetual Truce) zustimmten. Dieser war vom Vereinigten Königreich erzwungen worden, die Schiedsgerichtsbarkeit lag ebenfalls bei den Briten.
Am 6. und 8. März 1892 unterzeichnete Raschid bin Maktum, Emir von Dubai, zusammen mit den Herrschern von Abu Dhabi, Schardscha, Umm al-Qaiwain und Adschman in Ra’s al-Chaima den sogenannten Treaty of Exclusivity, welches die Scheichtümer als Kolonie an die englische Kolonialmacht band sowie beinhaltete, dass sie kein Land an eine andere Regierung verkaufen, verleihen oder auf andere Weise überlassen durften, mit Ausnahme von England. Das Abkommen sicherte den Engländern die Kontrolle über den Golf von Oman und regelte die Unterstützung in Fragen der Ausbildung und Gesundheit in den Emiraten. Dies war u. a. eine der Grundlagen für den späteren Reichtum Dubais.

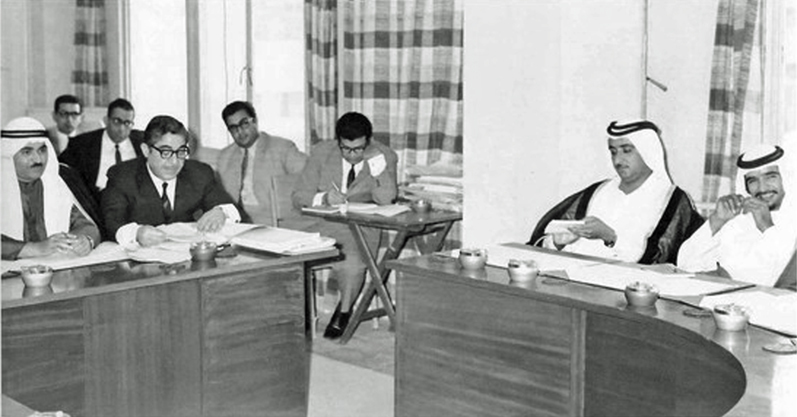
Foto von 1969 mit Sh. Khaled, Sh. Maktoum, Sh. Tahnoon und Adi Bitar (Generalsekretär des Trucial States Council von 1967 bis 1971)

Der Vertragsoman setzt sich aus den Emiraten Abu Dhabi, Dubai, Schardscha, Adschman, Umm al-Qaiwain, Fudschaira und Ra’s al-Chaima zusammen. Schardscha entstand erst 1869 durch Abspaltung von Ra’s al-Chaima, Fudschaira 1902 durch Abspaltung von Schardscha. Auch das Emirat Kalba war 1903–1952 ein von Schardscha abgespaltener, selbständiger Vertragsstaat.
1951 wurde in Dubai der „Vertragsstaatenrat“ (Trucial States Council) als Gremium der Emire der Trucial States gegründet. Er stand jedoch unter dem Vorsitz eines britischen „politischen Agenten“ (Political Agent).
Die sieben Vertragsstaaten versuchten von 1968 bis 1971, die Föderation Arabischer Emirate mit Bahrain und Katar zu gründen. Dies schlug jedoch fehl, schließlich wurden Bahrain und Katar als separate Staaten unabhängig. Am 2. Dezember 1971 gründeten Abu Dhabi, Dubai, Schardscha, Adschman, Umm al-Qaiwain und Fudschaira die Vereinigten Arabischen Emirate, wobei dem Emirat Abu Dhabi die Führungsrolle zukam. Am 11. Februar 1972 trat dann auch Ra’s al-Chaima als siebter und letzter ehemaliger Trucial State der Föderation bei.

## Staaten
- Abu Dhabi (ab 1820)
- Adschman (ab 1820)
- Dubai (ab 1835)
- Fudschaira (ab 1952)

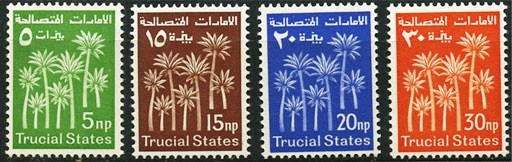
Briefmarken der Trucial States (1961)

- Kalba (1936–1951, dann zu Schardscha)
- Ra’s al-Chaima (ab 1820)
- Schardscha (ab 1820)
- Umm al-Qaiwain (ab 1820)

## Trucial Oman Scouts
Die Trucial Oman Scouts (TOS) entstanden 1956 aus den 1951 gegründeten Trucial Oman Levies (T.O.L.). Es war ein paramilitärischer Verband bestehend aus britischen und einigen arabischen Offizieren. Die Soldaten kamen aus der Region, Transjordanien und vom Indischen Subkontinent. Von anfangs etwa 500 Personen wuchs die Einheit bis 1971 auf 2500 Personen an. Das Hauptquartier war in Schardscha-Stadt, Stützpunkte gab es zuletzt in der Buraimi-Oase und in den meisten Küstenstädten.